# Florida (Montgomery County)
Florida is een plaats in Montgomery County in het oosten van New York, een van de staten van de Verenigde Staten van Amerika. Er wonen 2731 mensen (cijfers 2000). Bij de plaats worden ook de buurtschappen Minaville, Scotch Bush en Fort Hunter gerekend.
De plaats werd oorspronkelijk bewoond door de Mowhawk-indianen; ze woonden nabij het huidige Fort Hunter, en noemden de plaats TI-ON-ON-TO-GEN. De precieze plaats is waar de Schoharie-kreek overloopt in de Mohawk Rivier (huidige Eriekanaal). In 1711 liet gouverneur Hunter van de staat New York een fort bouwen in het oostelijke gedeelte van het Mohawkgebied. Dit was toen de westelijke grens van de New Yorkse kolonie. Vanaf 1730 werd er land ingenomen van de indianen buiten die grens en zo ontstonden langzaam nieuwe kernen. Florida werd officieel als plaats erkend op 12 maart 1793; de naam van de plaats is een duidelijke verwijzing naar de ontdekking van de staat Florida, die ook op 12 maart plaatsvond, maar dan in 1512.